# Bibimys labiosus
Bibimys labiosus är en däggdjursart som först beskrevs av Herluf Winge 1887.  Bibimys labiosus ingår i släktet rödnosade råttor och familjen hamsterartade gnagare. Inga underarter finns listade i Catalogue of Life.
Denna gnagare förekommer i sydöstra Brasilien och angränsande delar av Argentina. Arten vistas i olika slags skogar.
Vuxna individer är 7,6 till 9,0 cm långa (huvud och bål), har en 6,2 till 7,3 cm lång svans och väger 23 till 26 g. Bakfötterna är 2,0 till 2,3 cm långa och öronen är 1,4 till 1,7 cm stora. Den bruna pälsen blir från ryggens topp till kroppens sidor ljusare och undersidan är täckt av vita hår med ett kortare grått avsnitt nära roten. Bibimys labiosus har en lång, mjuk och tät päls. Även svansen är täckt med hår och svansens ovansida är mörkare brun än undersidan. Arten har påfallande små molara tänder.
På grund av tändernas konstruktion antas att arten är allätare. Individer fångades främst på marken och under natten.
Landskapsförändringar kan påverka beståndet negativt. I utbredningsområdet etablerades några skyddszoner. IUCN kategoriserar arten globalt som livskraftig.